# Kumbang Ilir
Kumbang Ilir is een bestuurslaag in het regentschap Ogan Ilir van de provincie Zuid-Sumatra, Indonesië. Kumbang Ilir telt 447 inwoners (volkstelling 2010).